# Juan Francisco Rossel
Juan Francisco Rossel Corozo (Santiago, Chile, 17 de marzo de 2005) es un futbolista profesional chileno que se desempeña como mediocampista y actualmente milita en Universidad Católica de la Primera División de Chile.

## Trayectoria
Nacido en Santiago, Chile, de padre chileno y madre ecuatoriana, sus primeros pasos en el fútbol fue a la edad de 4 años cuando se integró a las divisiones infantiles de Universidad Católica.A la edad de 8 años, durante unas vacaciones en Ecuador, se probó en Barcelona de Guayaquil, a pesar de que el club lo quería integrar a sus filas, la familia se negó debido a que pertenecía al club chileno.

### Universidad Católica
Luego de pasar desde los 4 años, por las inferiores de Universidad Católica, comenzó a sonar en el primer equipo a finales de 2022, cuando Ariel Holan lo citó para la Copa Chile de ese año debido a las lesiones y citaciones a la selección de varios jugadores. El 30 de diciembre de 2022, firmó su primer contrato profesional.
Debutó el 28 de junio de 2023 contra Universidad de Chile por el torneo nacional tras ingresar al minuto 88' en reemplazo de Cristian Cuevas en la derrota 3 a 0 de su equipo en calidad de visitante. El 3 de agosto de 2024, tras ingresar por Gonzalo Tapia en el segundo tiempo, anotó su primer gol profesional, cuando marcó mediante una chilena el empate 1 a 1 definitivo entre Universidad Católica y Palestino por la fecha 18 del torneo nacional.Su primer partido de titular fue en el empate 2 a 2 ante Cobreloa por la penúltima fecha de la liga.

## Selección nacional

### Selecciones menores
En 2024, formó parte de la Selección de fútbol sub-20 de Chile que disputó un cuadrangular amistoso para la preparación del mundial de la categoría. En enero de 2025, fue nominado para el Campeonato Sudamericano sub-20 realizado en Venezuela.

#### Participaciones en Sudamericanos
| Competencia                 | Sede      | Resultado  | PJ | Goles |
| --------------------------- | --------- | ---------- | -- | ----- |
| Sudamericano Sub-20 de 2025 | Venezuela | Fase final | 9  | 5     |

## Estadísticas

### Clubes
| Club                         | Div.          | Temporada     | Liga  | Liga  | Copas nacionales | Copas nacionales | Copas internacionales | Copas internacionales | Total | Total |
| Club                         | Div.          | Temporada     | Part. | Goles | Part.            | Goles            | Part.                 | Goles                 | Part. | Goles |
| ---------------------------- | ------------- | ------------- | ----- | ----- | ---------------- | ---------------- | --------------------- | --------------------- | ----- | ----- |
| Universidad Católica · Chile | 1.ª           | 2023          | 3     | 0     | —                | —                | —                     | —                     | 3     | 0     |
| Universidad Católica · Chile | 1.ª           | 2024          | 16    | 1     | 1                | 0                | —                     | —                     | 17    | 1     |
| Universidad Católica · Chile | 1.ª           | 2025          | 9     | 1     | 3                | 1                | 1                     | 0                     | 13    | 2     |
| Universidad Católica · Chile | Total club    | Total club    | 28    | 2     | 4                | 1                | 1                     | 0                     | 33    | 3     |
| Total carrera                | Total carrera | Total carrera | 28    | 2     | 4                | 1                | 1                     | 0                     | 33    | 3     |
| 1. 2. 3.                     |               |               |       |       |                  |                  |                       |                       |       |       |

### Selecciones
| Sub-20 · Chile | 2022          | 2 | 0 | — | — | — | — | 2  | 0 |
| Sub-20 · Chile | 2024          | 4 | 2 | — | — | 0 | 0 | 4  | 2 |
| Sub-20 · Chile | 2025          | 2 | 2 | 9 | 5 | 0 | 0 | 11 | 7 |
| Sub-20 · Chile | Total         | 8 | 4 | 9 | 5 | 0 | 0 | 17 | 9 |
| Total carrera  | Total carrera | 8 | 4 | 9 | 5 | 0 | 0 | 17 | 9 |
| 1.             |               |   |   |   |   |   |   |    |   |

### Resumen estadístico
| Competición               | Partidos | Goles |
| ------------------------- | -------- | ----- |
| Primera División de Chile | 28       | 2     |
| Copa Chile                | 4        | 1     |
| Copa Sudamericana         | 1        | 0     |
| Chile Sub-20              | 17       | 9     |
| Total                     | 50       | 12    |